# Илия II (католикос-патриарх всея Грузии)
Католико́с-Патриа́рх Илия́ II (груз. კათოლიკოს-პატრიარქი ილია II; в миру Ира́клий Гео́ргиевич Гудушаури́-Шиолашви́ли, груз. ირაკლი გიორგის ძე ღუდუშაური-შიოლაშვილი; род. 4 января 1933, Орджоникидзе, Северо-Кавказский край) — епископ Грузинской православной церкви. С 25 декабря 1977 года — Святейший и Блаженнейший Католикос-Патриарх всея Грузии, Архиепископ Мцхетский и Тбилисский, митрополит Пицундский, Сухумский и Абхазский, предстоятель Грузинской православной церкви.
Патриаршество Илии II является самым продолжительным в истории Грузинской православной церкви.

## Биография
Родители — из Казбегского района: отец, Георгий Симонович Шиолашвили, — из села Сно; мать, Наталья Иосифовна Кобаидзе — из села Сиони. Фамилия Гудушаури является древней грузинской фамилией. По преданию, во время одной из битв некий Сно проявил храбрость и тем самым привлёк к себе внимание Вахтанга Горгасали. За храбрость Вахтанг крестил сына именем Сно и построил в его честь крепость. В 1927 году они переехали во Владикавказ.
Был четвёртым ребёнком в семье. Новорождённый был крещён архимандритом Тарасием (Канделаки) в день праздника Рождества Христова в грузинском храме; наречён Ираклием в честь грузинского царя Ираклия II.
В 1952 году окончил русскую среднюю школу № 22 города Орджоникидзе и поступил в Московскую духовную семинарию, которую окончил в 1956 году, а затем продолжил обучение в Московской духовной академии.
16 апреля 1957 году, в возрасте 24 лет в храме святого Александра Невского в Тбилиси, с благословения католикос-патриарха Мелхиседека III студент II курса духовной семинарии принял монашеский постриг с именем Илия в честь святого пророка Илии. Постриг совершил старец-епископ Зиновий (Мажуга), тогда же предсказавший ему дальнейшее патриаршее служение.
Два дня спустя католикос-патриарх Мелхиседек рукоположил его во иеродиакона в кафедральном Сионском Успенском соборе.
10 мая 1959 года патриархом Московским и всея Руси Алексием I рукоположён во иеромонаха.
В 1960 году окончил Московскую духовную академию со степенью кандидата богословия за сочинение «История афонского Иверского монастыря».
После окончания академии переехал в Грузию и был назначен клириком кафедрального собора города Батуми.
В 1961 году возведён в сан игумена, а затем — архимандрита.
26 августа 1963 года хиротонисан во епископа Шемокмедского, викария католикоса-патриарха Ефрема II. Хиротонию совершили Католикос-Патриарх Ефрем II в сослужении митрополита Урбнисского Давида (Девдариани), митрополита Кутаисско-Гаенатского Наума (Шавианидзе), епископа Сухумско-Абхазского Леонида (Жвания) и епископа Степанаванского Зиновия (Мажуги).
С 1963 по 1972 годы — ректор Мцхетской духовной семинарии, которая в то время была единственной духовной школой в Грузии.
1 сентября 1967 года назначен епископом Сухумским и Абхазским. В 1969 году возведён в сан митрополита.
После смерти католикоса-патриарха Давида V 9 ноября 1977 года, решением Святого синода был назначен Патриаршим местоблюстителем. 23 декабря 1977 года был избран Католикосом-Патриархом; интронизация Илии состоялась 25 декабря 1977 года.
В 1978—1983 годы был президентом Всемирного совета церквей. В 1997 году Грузинская православная церковь вышла из этой организации.
В патриаршество Илии произошло масштабное возрождение православия в Грузии в 1980-е годы. Начиная с 1989 года неоднократно действовал как посредник между враждующими политическими сторонами.
Выступал против плана «грузинизации» армянского памятника в Тбилиси, а также, несмотря на начало вооружённого конфликта, называл абхазов и осетин братьями.
В 1997 году по приглашению митрополита Ставропольского и Владикавказского Гедеона (Докукина) посетил свою малую родину — город Владикавказ Республики Северная Осетия-Алания по случаю 50-летнего юбилея создания Храма Покрова Пресвятой Богородицы во Владикавказе. Этот храм был создан трудами Георгия и Наталии Шиолашвили. Будущий Патриарх начал в нём церковную жизнь, ещё мальчиком прислуживая в алтаре. На кладбище при Ильинском храме г. Владикавказа Патриарх отслужил панихиду в часовне над могилой подвижницы благочестия XX века старицы Анастасии (Андреевой), почитаемой как покровительница Владикавказа. По окончании панихиды Илия II поделился воспоминаниями о старице Анастасии, с которой были знакомы его родители, подчеркнув, что хранит её посох и ключи. После кончины подвижницы, по словам Патриарха, на её могиле группа прихожан Ильинского храма, в том числе мама Святейшего, видели явление Божией Матери в неизреченном свете.
С 1 по 4 марта 2007 года по приглашению Русской православной церкви находился с визитом в России, в ходе которого состоялась презентации 13-го тома «Православной Энциклопедии», в котором помещена обширная статья о Грузинской православной церкви.
6 ноября 2008 года сообщалось, что Католикосу-Патриарху в Германии была сделана операция на сердце в одной из клиник в связи с сердечной недостаточностью.
21 декабря 2010 года решением Священного синода ему было передано управление Цхум-Абхазской епархией. 18 июня 2013 года крестил около тысячи жителей Аджарии в батумском кафедральном соборе Рождества Пресвятой Богородицы.
В интервью в июле 2013 года вспоминал, что, когда умер Сталин, «я был студентом духовной семинарии. И мы все стояли в актовом зале и плакали, когда хоронили его. Сталин — это выдающаяся личность. Такие рождаются редко. Он знал мировое значение России».
14 июня 2015 года, после сильных дождей, вызвавших наводнение в Тбилисском зоопарке, в результате которого погибли 8 человек и сбежала большая часть животных, Илия II на воскресной проповеди в Кафедральном соборе Святой Троицы обвинил в случившемся коммунистов, заявив, что «в Грузии произошла страшная трагедия. В результате селя и наводнения погибли люди, уничтожен зоопарк. Оттуда удрали животные и стали опасны для людей. Когда к нам в страну пришли коммунисты, они издали приказ переплавить все кресты и колокола церквей и на вырученные деньги строить зоопарк. Поэтому этот зоопарк не мог там находиться. Эту информацию многие не знали, но грех не останется без наказания. Я очень сожалею о том, что грузины так пали, что за счёт церковных колоколов и их уничтожения основали зоопарк. Вот результат этого. Погибли люди и уничтожены животные», и вследствие этого зверинец «необходимо закрыть и основать другой зоопарк в другом месте, так как этот построен на грехе».
В связи со слабым здоровьем и невозможностью полностью выполнять обязанности предстоятеля церкви в 2017 году зачитал указ о назначении митрополита Сенакского и Чхороцкуйского Шио патриаршим местоблюстителем, делегировав ему частично свои полномочия.
В конце 2017 года отказался от пышного празднования 40-летия патриаршей интронизации, ограничившись проведением 25 декабря божественной литургии в кафедральном соборе Светицховели во Мцхете.
Патриарх Илия II является самым многодетным крёстным отцом в мире. По состоянию на декабрь 2024 года у него насчитывается более 48 тысяч крёстных детей, рождённых третьими и последующими в грузинских семьях, где родители были венчаны в церкви. Первое массовое крещение детей состоялось в 2008 году. Идея в создании данной традиции носит под собой смысл улучшения демографической ситуации в Грузии.
Патриарх до тяжелой болезни увлекался живописью, иконописью, писал церковную и оперную музыку. Никогда не отказывал в приёме в патриархии, вплоть до того, что предоставлял многим беднякам и обездоленным жильё и еду. Повсеместно открывал бесплатные кухни по стране, хосписы и интернаты для инвалидов и пожилых людей при женских монастырях. 
Благодаря своему пастырству, духовничеству, усилиям по возрождению грузинской Церкви и широкой социальной деятельности он заслужил в народе славу старца (см. фильм студии «Неофит» «Старцы. Патриарх Илия второй» 2015 г.).
На сегодняшний день патриарх Илия старейший и авторитетнейший в мире архипастырь по пребыванию в сане главы церкви, а также старейший епископ по дате хиротонии.
С конца ноября 2024 г. призывает народ и оппозицию прекратить участие в протестах и погромах и пойти на переговоры с официальной властью. Не поддержал участие в митингах и демонстрациях студентов, а также осудил призыв президента Саломе Зурабишвили выходить на протесты школьникам, бойкотируя учебный процесс в школах.
С 2023 года патриарх почти не участвует в богослужениях, а также редко появляется на публике ввиду тяжело протекающей болезни Паркинсона.

## Награды
- Орден святой равноапостольной Нины (ГПЦ; 1972)[3]
- Орден святого великомученика Георгия Победоносца (ГПЦ; 1977)[3]
- Орден святого Иоанна Рыльского I-й степени (БПЦ; 10 мая 1977)[3]
- Орден Дружбы народов[3]
- Орден Давида Агмашенебели (1997) — за восстановление независимости Грузинской Православной Церкви, за духовное и физическое спасение грузинского народа, за особый вклад в строительство государственности и борьбу за воссоединение страны[3]
- Орден Вахтанга Горгасала I степени (2003)[14]
- Орден «Слава» (Азербайджан, 6 июня 2005) — за заслуги в развитии дружественных отношений между народами Азербайджана и Грузии[3][15]
- Золотой орден хитона Господня (ГПЦ; 27 июня 2008) — за неоценимые заслуги перед грузинским народом[3]
- Орден Культурного наследия (Международная федерация русскоязычных писателей стран СНГ, 2008) — за просветительскую и общественную деятельность, социальную ответственность и значительный личный вклад в дело сохранения и приумножения мирового культурного наследия[3]
- Орден князя Ярослава Мудрого III степени (Украина, 11 октября 2007) — за многолетнее пастырское служение и милосердно-благотворительную деятельность, за выдающийся личный вклад в развитие грузино-украинских духовных связей[16]
- Президентский орден Сияние (8 апреля 2010)[17]
- Орден святого равноапостольного князя Владимира 1 степени (УПЦ (МП), 2011 год)[18]
- Орден «За заслуги» I степени (Украина, 9 января 2013) — за выдающийся личный вклад в развитие украинско-грузинских культурно-духовных связей, многолетнюю подвижническую деятельность[19]
- Орден Славы и Чести I степени (РПЦ, 2013 год)[20]
- Орден князя Ярослава Мудрого I степени (Украина, 27 июля 2013 года) — за выдающуюся церковную деятельность, направленную на подъём авторитета православия в мире, и по случаю празднования на Украине 1025-летия крещения Киевской Руси[21]
- Орден The Spiritual Heritage of Humanity (Израиль, 14 июля 2017 года) — за вклад в укрепление и развитие мирового духовного наследия
- Орден «Шейх уль-ислам» (Управление мусульман Кавказа, 4 января 2013 года)[22]

### Звания
- Почётный член МДА (1978)[3]
- Почётный доктор богословия Нью-Йоркской ДА (1991)[3]
- Действительный член общественной организации «Международная академия информатизации»[3]
- Почётный член Критской ДА (1997)[3]
- Почётный доктор богословия Свято-Тихоновской ДС Православной Церкви в Америке (1998)[3]
- Почётный доктор богословских наук Тбилисского государственного университета (2003)[3]
- Почётный член АН Грузии (2005)[3]
- Почётный доктор богословия «Honoris Causa» Киевской духовной академии (2011)[23]
- Лауреат премии Международного фонда единства православных народов «За особые заслуги в деле укрепления братских уз между православными народами и Церквями»[24]